# Plac Pokoju Toruńskiego w Toruniu
Plac Pokoju Toruńskiego w Toruniu (również rondo Pokoju Toruńskiego) – rondo znajdujące się na w centrum Torunia.
Na terenie placu Pokoju Toruńskiego znajdowały się obiekty wchodzące w skład wewnętrznego pierścienia Twierdzy Toruń. Część obiektów zachowała się do czasów współczesnych. Były to:
- Brama Lubicka – zbudowana w latach 1880–1885, rozebrana w latach 1921–1922[2];
- Brama Kolejowa – zbudowana po 1880, położona w południowo-zachodniej części ronda[2][3]. Jest to jedyna zachowana XIX-wieczna brama Twierdzy Toruń. Pozwalała na bezpieczny wjazd pociągów do środka twierdzy po linii kolejowej ułożonej na poziomie dna fosy[2];
- most – zbudowany w latach 1882–1884[4], wykorzystywany do wyprowadzania ruchu z miasta przez Bramę Lubicką w stronę przedmieść. Obiekt był w użyciu do lat 20. XX wieku. Został odnaleziony 19 lutego 2018 roku w czasie budowy kolektora kanalizacji deszczowej w ramach remontu placu bp. Jana Chrapka[5]. Po pracach budowlanych most ponownie zasypano[2].

Dawniej na placu Pokoju Toruńskiego mieścił się Pomnik 63. Pułku Piechoty w Toruniu. Został zaprojektowany przez Kazimierza Ulatowskiego. Rzeźby do pomnika wykonał Ignacy Zelek. Pomnik wyburzyła armia niemiecka w 1939 roku. 31 sierpnia 2009 roku odsłonięto głaz z tablicą upamiętniającą żołnierzy 63. Toruńskiego Pułku Piechoty poległych w obronie Polski podczas II wojny światowej.
W 2019 roku na placu przeprowadzono prace drogowe, mające na celu ograniczenie prędkości samochodów i zmniejszenie liczby miejsc grożących kolizją drogową.
Około 1898 roku na placu zbudowano wiadukt kolejowy. Pod wiaduktem przebiega tunel. Pierwotnie znajdowały się w nim dwa tory kolejowe. Drugi tor rozebrano w 1987 roku w ramach elektryfikacji odcinka Toruń Główny–Toruń Wschodni.